# Osmia cerinthidis
Osmia cerinthidis là một loài Hymenoptera trong họ Megachilidae. Loài này được Morawitz mô tả khoa học năm 1876.